# Generació beat
|  | Per a altres significats, vegeu «Beat (desambiguació)». |

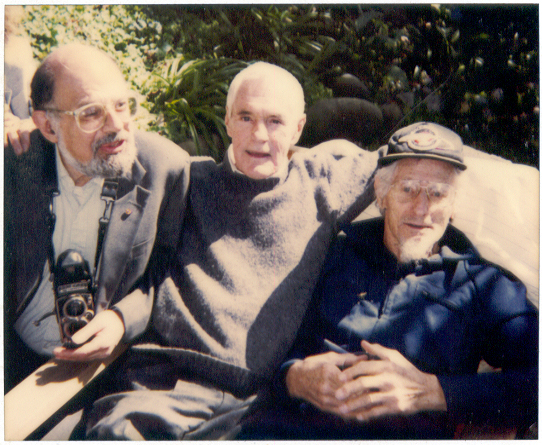
Allen Ginsberg, Timothy Leary i John C. Lilly: escriptors de la generació beat.

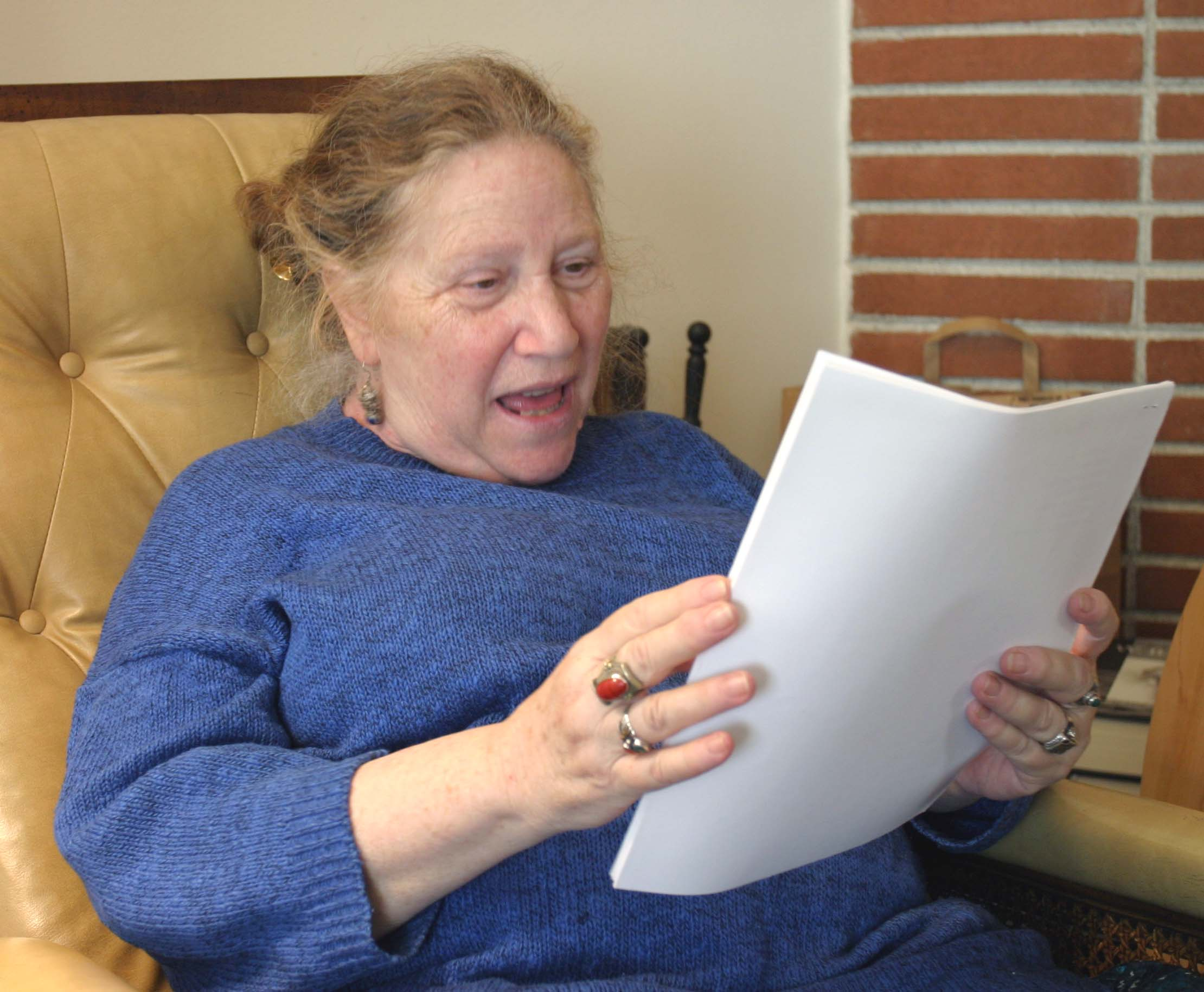
Diane di Prima, una de les principals autores de la generació beat.

La generació beat va ser un moviment social i literari que va sotragar la societat nord-americana als anys cinquanta. El terme beat prové de beaten down (derrotat), reflectint la desesperació d'una societat afectada per la depressió econòmica, la Segona Guerra Mundial i l'amenaça de la bomba atòmica. Representà una nova manera d'entendre la vida, de rebutjar els conformismes socials, d'obrir la ment i el pensament a noves finestres de percepció.
En la literatura de la generació beat destaquen autors com Jack Kerouac, Neal Cassady, Allen Ginsberg, William S. Burroughs i Diane di Prima, entre d'altres.
El pensament i la forma d'entendre la vida de la generació beat va ser la precursora del moviment hippie de la dècada següent, i ha influït molta literatura posterior, com la de Hubert Selby o Charles Bukowski.
El terme beat generation sorgí durant una conversa entre Jack Kerouac i John Clellon Holmes el 1948. La intenció de llurs membres no era la d'anomenar-la, sinó la de «desanomenar-la». A finals del 1952 aparegué al New York Times Magazine un article de John Clellon Holmes titulat «This is the Beat Generation» que captà l'atenció del públic.
El terme arribà a usar-se de tal manera, que el 1959 Jack Kerouac considerà necessari corregir públicament l'abús d'aquesta denominació en els mitjans de comunicació, ja que l'usaven amb les connotacions de «totalment vençut», o fracassat, o en el sentit de «ritme». Kerouac intentà mostrar el sentit correcte de beat tot suggerint-ne la relació amb paraules com «beatitud» i «beatífic», connexió que s'explicava perquè els ideals del moviment beat anaven lligats amb la consciència orientada a la comprensió del pensament oriental, cap a pràctiques de meditació, etc. Aquesta «redefinició» que Kerouac feia del mot pretenia orientar-lo cap a imatges simbòliques de l'estil de la derrota o foscor necessàries, precedents a l'obertura a la llum i la supressió de l'ego que porten a la il·luminació religiosa.
Com a reacció i amb la intenció de parodiar i desprestigiar el moviment beat, el 1958 aparegué el mot beatnik, producte de la fusió de les paraules 'beat' i 'Spútnik' (el primer satèl·lit que arribà a l'espai aquell any, de fabricació russa), suggerint una condició antiamericana i comunista del moviment beat.
Allen Ginsberg, un dels integrants més famosos, observava en el pròleg al llibre The Beat Book, editat per Anne Waldman i Andrew Schelling, un altre possible significat: «acabat», «complet», en la nit fosca de l'ànima o en el núvol del no saber. Inclús «obert», en el sentit whitmanià d'«obertura a la humilitat». Però, independentement del significat que li donem, Beat Generation passa a designar un moviment literari format per un grup d'amics que des de mitjans dels anys quaranta havien treballat junts escrivint poesia i prosa, i que compartien una idea de cultura i aficions o fonts d'inspiració similars, com la música jazz.
El grup inicial estava format per Jack Kerouac, Neal Cassady, William S. Burroughs, Herbert Huncke, John Clellon Holmes i Allen Ginsberg. L'any 1948 s'hi afegiren Carl Salomon i Philip Lamantia; el 1950 Gregory Corso; i el 1954 Lawrence Ferlinghetti i Peter Orlovsky.
Aquest grup, que acabà anomenant-se la Generació Beat, revitalitzà l'escena bohèmia cultural nord-americana. La seva energia es desbordà cap als moviments juvenils d'aquella època (On the Road - A la carretera, 1957- de Kerouac, va assumir caràcter de manifest universal d'una joventut que volia fugir d'allò establert), i fou absorbida per la cultura de masses i per la classe mitjana cap a finals dels anys cinquanta i finals dels seixanta.
Entenien l'art com a manifestació de les textures de la consciència. Llur cant a l'alliberament espiritual derivà cap a un alliberament, particularment l'homosexual, que va fer de catalitzador dels moviments d'alliberament de la dona i dels negres. Seguint una visió tolerant i no-teísta, un antifeixisme còsmic, un eclecticisme... s'interessaren per les substàncies psicodèliques com a eines de coneixement.
Lluitaren contra els valors tradicionalistes i puritans dels Estats Units, contra l'American way of life, repudiaren implícitament els valors comercials i proposaven reemplaçar-los pels ideals exposats per Walt Whitman a Fulles d'herba.
Els involuntaris membres fundadors del moviment rebutjaren obertament la massificació i frivolització en la qual havien caigut els beatniks. El cinema —especialment— contribuí a posar de moda una suposada «estètica beat» falsa, en la qual tots els joves bohemis vestien de negre, portaven boina i barba o barbeta, i passaven el temps en antics cafès llegint poesia, fumant i tocant els bongos.
Diane di Prima, és considerada la primera autora dins un món fins aquell moment un moviment exclusivament masculí.